# Prurigo

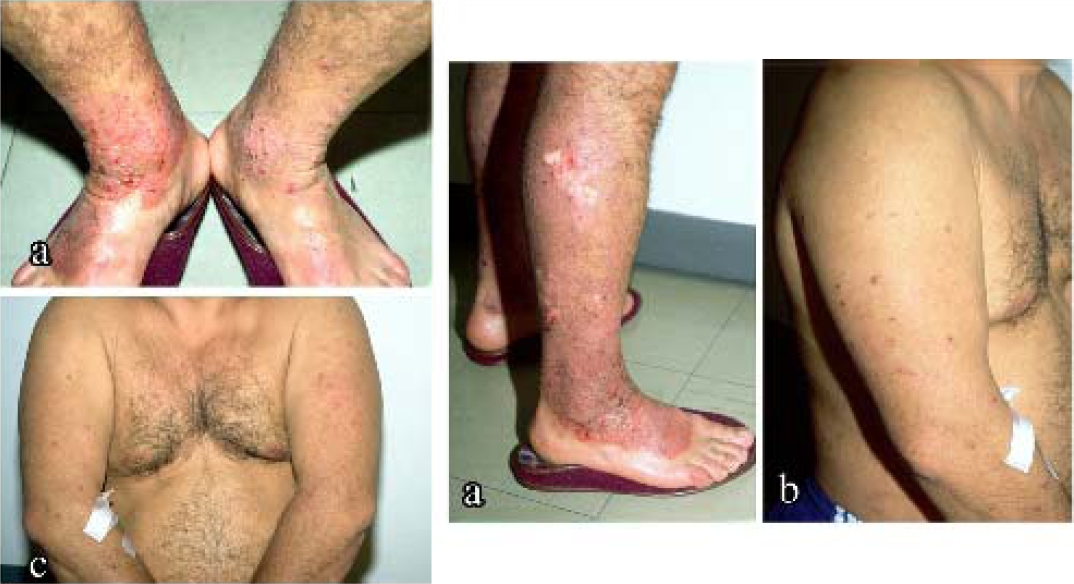
Des papules prurigineuses et des nodules dispersés sont visibles (a) sur les jambes, (b) sur les bras et (c) sur le tronc de ce patient atteint de prurigo.

Un prurigo est un prurit intense de la peau avec des papules érythèmateuse et vésiculeuses avec lésions de grattage.
Dans le jargon médical, le terme prurigo est très souvent utilisé pour :
- désigner un prurit intense sans cause organique évidente ;
- désigner des lésions de la peau (lésions de grattage, eczéma...) provoquées par un grattage d'origine psychologique ou autre ; habituellement, c'est une atteinte cutanée ou générale qui provoque le prurit et les lésions de grattage qui en sont la conséquence : le terme « prurigo » est utilisé dans le jargon médical pour désigner l'inverse.

voir aussi : Prurigo chronique

## Variantes
1. prurigo circonscrit : cf. névrodermite
2. prurigo nodulaire de Hyde
3. prurigo strophulus
4. prurigo simplex (prurigo simple chronique) encore appelé bourbouille comme le strophulus mais compliqué d'eczéma
5. prurigo de l'été : summer prurigo
6. prurigo de la grossesse
7. prurigo lors de l'eczéma